# بایرون وبستر
بایرون وبستر (انگلیسی: Byron Webster؛ زادهٔ ۳۱ مارس ۱۹۸۷) یک بازیکن فوتبال اهل بریتانیا است.